# Павле Георгије Спирта
Павле Георгије Спирта (— Земун, 1885) био је родоначелник познате цинцарске трговачке породице Спирта која је живела у Земуну, и који је 1853. године добио племићку титулу Aустријске царевине од цара Франца Јозефа I, за заслуге у гушењу револуције у 1848. године у Аустријском царству.

## Живот и каријера
Павле Георгије Спирта био је један од чланова породице Спирта, из старе цинцарске породица која је одиграла значајну улогу у привредном и културном животу Земуна у току 18. и 19. века.
Први Спирта је дошао у Земун 1739. иселивши се из Клисуре у Грчкој Македонији. То је био Георгије, син Константинов, а отац Павла. Настанивши се у Земуну наставио је да се бави трговином. Почетком 19. века чланови ове породице били су најбогатији трговци и банкари у Земуну и поштовани људи чија је угледна фирма имала трговачке везе са градовима у Турској, са Бечом и Трстом. 
За време борбе против Османлија у првој половини 19. веку, породица Спирта је помагала српским устаницима око набавке дефицитарног барута јер је имао добре везе са Грцима. Како Србија није смела да производи барут, Спирта је снабдевао Србе и поташом коју су они претварали у барут у забаченим и скривеним планинским крајевима у малим количинама.

Спирта је био и један од оснивача Грчког образовног или грчко школско братства, хуманитарне огранизације коју су чинили представници неких од најугледнијих земунских породица грчког и цинцарског порекла: Бијало, Спирта, Димитријадис, Хариш, Петровић, Леко, Спида, и других. Поводом оснивања заједнице сачињена је повеља писана руком, са црвеним воштаним печатом на коме је написано:
 
Од оснивања па све до свог распуштања 1909. године, ово хуманитарно друштво бавило се давањем стипендије за школовање грчке деце.
У то време у Земуну су живела три брата Спирте: Павле, Петар и Константин. Павле је био ожењен Анастасијом и из тог брака су имали три сина: Ота, Петра и Георгија, који је био последњи мушки потомак читаве породице. Његовом смрћу 1909. године изумрла је породица.
Спиртина кућа се налази у Земуну у Главној улици бр. 9. Подигнута је средином 19. века према пројекту Хајнриха Фрајхера фон Ферстела (Heinrih Freiher von Ferstel, 1828-1883), професорa бечке Политехнике и архитекте по чијој је замисли саграђена неоготичка Заветна црква на бечком Рингу. У стилу  неоготике Ферстел је обликовао и Спиртину кућу, која је била једна од првих високопартерних породичних кућа Старог језгра Земуна. Имјући у виду да је Ферстел од цара Франца Јозефа за свој рад добио титулу барона, онда постаје јасно колика је била моћ Спирта у Аустијском царству, ако му је кућу пројектовао такав реномирани бечки архитекта.
Спиртино богатство било је изражено не само кућом у Земуну, већ и многобројним имањима и зградама у Земуну, Панчеву, Новом Бечеју и јужним деловима тадашњег Аустријског царства.

## Сведочења
Значајна сведочења о породици Спирта сачувана су до данас, а то су
- Породична кућа у Земуну, у Главној улици бр. 9 позната под именом Спиртина кућа (уступљена Музеју града Београда), изграђена 1855. године. У њој је сачуван оргинални ентеријер, а позната је по јединственом паркет који постоји само у седам кућа на територији Европе. Паркет је израђен  у Белгији, од осам врста дрвета, различите текстуре и боје. Сви жлебови рађени су ручно и помоћу њих формирани су прекрасни орнаменти у свих пет соба, у свакој другачији.
- Породични маузолеј на православном гробљу у Земуну.
- Повеља о додели племићке титуле.[5]

- Значајна сведочења о породици Спирта
- Повеља Франца Јозефа I Павлу Георгију Спирти
- Маузелеј породице Спирта на Земунском гробљу
- Спиртина кућа у Земуну